# Виборчий округ 107
Виборчий округ 107 — виборчий округ в Луганській області, частина якого внаслідок збройної агресії на сході України тимчасово перебуває під контролем терористичного угруповання «Луганська народна республіка», а тому вибори в цій частині не проводяться. В сучасному вигляді був утворений 28 квітня 2012 постановою ЦВК №82 (до цього моменту існувала інша система виборчих округів). Окружна виборча комісія цього округу розташовується в центрі по роботі зі школярами та молоддю за адресою м. Лисичанськ, вул. Юнацька, 78.
До складу округу входять місто Лисичанськ, частини міст Кадіївка (північно-західна частина міста) і Первомайськ (північно-західна частина міста), частина Попаснянського району (місто Попасна). Округ складається із чотирьох окремих частин, які не межують між собою. Виборчий округ 107 межує з округом 113 на півночі, з округом 112 на північному сході, з округом 114 на сході та оточений округом 106 майже з усіх сторін. Виборчий округ №107 складається з виборчих дільниць під номерами 440381-440392, 440422-440423, 440927-440960, 440962-440980, 440987-440988, 441233-441248 та 441252-441257.

## Народні депутати від округу
| Ім'я                        | Фото | Партія          | Скликання | Дата набуття повноважень | Дата припинення повноважень |
| --------------------------- | ---- | --------------- | --------- | ------------------------ | --------------------------- |
| Дунаєв Сергій Володимирович |      | Партія регіонів | 7-ме      | 12 грудня 2012           | 27 листопада 2014           |
| Дунаєв Сергій Володимирович |      | самовисуванець  | 8-ме      | 27 листопада 2014        | 29 серпня 2019              |
| Сухов Олександр Сергійович  |      | самовисуванець  | 9-те      | 29 серпня 2019           |                             |

## Результати виборів

### Парламентські

#### 2019
На парламентських виборах 2019 року округ №107 відзначився наявністю серед кандидатів-мажоритарників аж чотирьох осіб з однаковими іменами і прізвищами. Окрім чинного на момент виборів народного депутата Сергія Рибалки було ще три інших Сергія Рибалки, з них один мав також однакове з нардепом по-батькові - Вікторович, тобто був повним тезкою.

Кандидати-мажоритарники:
- Сухов Олександр Сергійович (самовисування)
- Сорокін Олександр Олексійович (Слуга народу)
- Щеглаков Едуард Іванович (Опозиційна платформа — За життя)
- Рибалка Сергій Вікторович (1978 р.н.) (самовисування)
- Шведов Віталій Миколайович (самовисування)
- Бондаренко Олександр Іванович (самовисування)
- Шилін Сергій Іванович (самовисування)
- Рибалка Сергій Вікторович (1970 р.н.) (самовисування)
- Матвієнко Наталія Леонідівна (самовисування)
- Говоруха Максим Миколайович (самовисування)
- Шакун Сергій Вікторович (Європейська Солідарність)
- Почепа Віталій Сергійович (самовисування)
- Зеленський Олег Вікторович (самовисування)
- Рибалка Юрій Георгійович (самовисування)
- Рибалка Олександр Павлович (самовисування)
- Кузьміна Іветта Юріївна (самовисування)
- Бестаєв Іван Львович (самовисування)
- Воронков Дмитро Валерійович (самовисування)
- Шутов Володимир Сергійович (самовисування)
- Станчевський Олексій Михайлович (самовисування)
- Холоденко Юлія Сахібівна (самовисування)
- Кулеша Анатолій Володимирович (самовисування)
- Таранов Дмитро Валерійович (самовисування)

#### 2014
Кандидати-мажоритарники:
- Дунаєв Сергій Володимирович (самовисування)
- Шведов Віталій Миколайович (самовисування)
- Кишиченко Вячеслав Володимирович (Самопоміч)
- Теросипов Вячеслав Михайлович (Батьківщина)
- Шахов Сергій Вікторович (самовисування)
- Кац Олександр Абрамович (Сильна Україна)
- Тополов Віктор Семенович (самовисування)
- Слєсарєв Ігор Едуардович (Блок Петра Порошенка)
- Волинко Микола Миколайович (самовисування)
- Ахмедов Руслан Олексійович (самовисування)
- Гальченко Максим Сергійович (самовисування)
- Драпак Віталій Олександрович (самовисування)
- Янчук Марія Мирославівна (самовисування)
- Зінченко Яніна Володимирівна (самовисування)
- Китаєва Діана Олегівна (самовисування)
- Куц Тетяна Федорівна (самовисування)
- Гасимов Рустам Вусалович (самовисування)
- Лежавська Яна Геннадіївна (самовисування)
- Кураєва Катерина Анатоліївна (самовисування)
- Шульга Любов Стефанівна (самовисування)
- Кравчук Євген Святославович (самовисування)
- Бердніков Андрій Валерійович (самовисування)
- Литвин Андрій Андрійович (самовисування)
- Казаков Віктор Ларіонович (самовисування)
- Попова Марина Олександрівна (самовисування)
- Кичук Микола Миколайович (самовисування)
- Лижник Сніжана Михайлівна (самовисування)
- Мельник Ніна Миколаївна (самовисування)
- Одинока Ольга Віталіївна (самовисування)
- Немчук Павло Володимирович (самовисування)
- Шутов Володимир Сергійович (самовисування)
- Дворенков Станіслав Костянтинович (самовисування)
- Таранов Дмитро Валерійович (самовисування)
- Горенштейн Вікторія Марківна (самовисування)
- Каленюк Сергій Іванович (самовисування)
- Марусій Тетяна Вікторівна (самовисування)
- Плахоніна Вікторія Вікторівна (самовисування)
- Подкидач Тетяна Борисівна (самовисування)
- Полуботько Роман Михайлович (самовисування)
- Собчинський Євгеній Дмитрович (самовисування)

#### 2012
Кандидати-мажоритарники:
- Дунаєв Сергій Володимирович (Партія регіонів)
- Шахов Сергій Володимирович (самовисування)
- Кримцев Віктор Олексійович (Комуністична партія України)
- Теросипов Вячеслав Михайлович (Батьківщина)
- Крисанов Леонід Дмитрович (УДАР)
- Шведов Віталій Миколайович (самовисування)
- Гладких Валентин Валерійович (самовисування)
- Аннушак Сергій Васильович (Народна партія)
- Єфіменко Євгеній Олегович (самовисування)
- Слєсарєв Ігор Едуардович (самовисування)
- Філь Сергій Олександрович (самовисування)

## Явка
Явка виборців на окрузі: